# Urs Eggli
Urs Eggli (nascut l'11 de febrer de 1959 a prop de Zúric) és un botànic suís i autor de no ficció. Des del 1986 treballa com a assistent de recerca a la Sukkulenten-Sammlung Zürich, un departament de Grün Stadt Zürich. Urs Eggli és especialista en cactus i altres plantes suculentes.

## Biografia
Urs Eggli es va graduar de l'escola el 1978 i després va estudiar biologia amb un enfocament en botànica sistemàtica a la Universitat de Zúric. El 1983 va acabar els seus estudis amb el seu màster sobre The stomata of the Cactaceae (Els estomes de les cactàcies). Del 1983 al 1987 va obtenir un doctorat a la Universitat de Zúric sota la direcció de Karl Urs Kramer. El treball A monographic study of the genus Rosularia (Crassulaceae) (Un estudi monogràfic del gènere Rosularia (Crassulaceae)) es va publicar com a suplement del Volum 6 (1988) de Bradleya, l'anuari de la British Cactus and Succulent Society. Des del 1986 treballa com a ajudant de recerca a la Sukkulenten-Sammlung Zürich. Va estar al capdavant de la sèrie Illustrated Handbook of Succulent Plants (publicat el 2001-2003). Des de 1984 és editor del Repertorium Plantarum Succulentarum publicat per l'Organització Internacional per a l'Estudi de Plantes Suculentes (IOS).
Urs Eggli escriu i va escriure nombrosos articles per a revistes sobre el tema de les plantes suculentes, especialment sobre sistemàtica i nomenclatura. Està actiu en treball de camp a l'Argentina, Brasil, Xile i Uruguai. Està particularment interessat en la diversitat de plantes suculentes i la seva evolució.

## Honors
Urs Eggli va ser nomenat membre de la Cactus and Succulent Society of America el 2007. El 2014 l'Organització Internacional per a l'Estudi de Plantes Suculentes (IOS) el va nomenar pel Cactus d'Or atorgat pel Principat de Mònaco, que va rebre al Jardí Exòtic de Mònaco a principis de juny de 2015.